# Борисовка (Акмолинская область)
Бори́совка (каз. Борисовка) — село в Атбасарском районе Акмолинской области Казахстана, образует административно-территориальную единицу «Село Борисовка» (соответствующий 3-му уровню административно-территориальной единицы)
- Код КАТО — 113835100[2].
- Код КАТО АТЕ — 113835000[3].

## География
Село расположено на берегу реки Жабай, в северной части района, на расстоянии примерно 14 километров (по прямой) к северо-восток от административного центра района — города Атбасар.
Абсолютная высота — 291 метров над уровнем моря.
Ближайшие населённые пункты: село Садовое — на западе, город Атбасар — на юго-западе, село Покровка — на севере.
Западнее села проходит автодорога республиканского значения — Р12 «Кокшетау — Атбасар».

### Улицы
- ул. Бейбитшилик,
- ул. Достык,
- ул. Клименко Семён,
- ул. Мищенко Иван,
- ул. Устич Фёдор

## История
В 1989 году село являлось административным центром и единственным населённым пунктом Ленинского сельсовета.
В периоде 1991—1998 годов:
- сельсовет был преобразован в сельскую администрацию Борисовка в соответствии с реформами административно-территориального устройства Республики Казахстан;
- сельская администрация была преобразована (упразднена) и переведена в категорию села Борисовка с образованием отдельного административно-территориального образования (сельского акимата) «Село Борисовка» на базе Борисовской сельской администрации соответственно.

## Население
В 1989 году население села составляло 1451 человек (из них немцы — 46 %, украинцы — 23 %).
В 1999 году население села составляло 1248 человек (596 мужчин и 652 женщины). По данным переписи 2009 года, в селе проживали 1084 человека (532 мужчины и 552 женщины).
| Численность населения | Численность населения | Численность населения |
| 1989                  | 1999                  | 2009                  |
| --------------------- | --------------------- | --------------------- |
| 1451                  | ↘1248                 | ↘1084                 |